# 青谷インターチェンジ
青谷インターチェンジ（あおやインターチェンジ）は、鳥取県鳥取市青谷町青谷の、山陰自動車道上にあるインターチェンジである。

## 道路
- E9 山陰自動車道（国道9号青谷羽合道路）（5番）

## 接続する道路
- 国道9号青谷羽合道路アクセス道（一般道路部分）
- 鳥取県道280号俵原青谷線
- （近くに、国道9号）
- （近くに、鳥取県道51号倉吉川上青谷線）
- （近くに、鳥取県道274号青谷停車場井手線）

## 歴史
- 2003年（平成15年）3月21日 : 青谷羽合道路・青谷IC - はわいIC間開通に伴い供用開始。
- 2019年（令和元年）5月12日 : 鳥取西IC - 青谷IC間開通[1]。

## 周辺
- 日本海
- 青谷上寺地遺跡
- 鳥取市役所青谷町総合支所
- 鳥取県立青谷高等学校
- JR山陰本線 青谷駅

## 隣
E9 山陰自動車道（鳥取西道路・青谷羽合道路）
(4) 浜村鹿野温泉IC - (5) 青谷IC - (6) 泊東郷IC
国道9号青谷羽合道路アクセス道（一般道路）
八束水交差点 - (5) 青谷IC

## 備考
- 開通当初は暫定的に本線が山陰自動車道（泊東郷IC方面）から国道9号青谷羽合道路アクセス道（八束水交差点方面）へ直通する構造となっていたが、現在は泊東郷IC方面と浜村鹿野温泉IC方面が直通する構造に変更されている[2]。なお、アクセス道は一般道路であり、北側（上り線側）に歩道がある。
- 最高速度は、山陰自動車道が70km/h、アクセス道が50km/hとなっている。特にアクセス道走行中は速度制限を超過しないように注意する必要がある。